# Tour de Romandia femení
El Tour de Romandia femení és una cursa ciclista professional que es disputa per etapes i anualment a la regió de Romandia, en la part de parla francesa de Suïssa.
Es disputa des del 2022 aprofitant les celebracions del 75è aniversari de la cursa masculina, el Tour de Romandia. Està integrada dins la categoria de curses UCI Women's WorldTour de la UCI.
La primera edició va constar de 3 etapes.

## Palmarès
| Any  | Vencedora        | Segona               | Tercera              |
| ---- | ---------------- | -------------------- | -------------------- |
| 2022 | Ashleigh Moolman | Annemiek van Vleuten | Elisa Longo Borghini |
| 2023 | Demi Vollering   | Katarzyna Niewiadoma | Marlen Reusser       |
| 2024 | Lotte Kopecky    | Demi Vollering       | Gaia Realini         |
| 2025 |                  |                      |                      |